# Explosivos de metal inerte denso
Los explosivos de metal inerte denso (DIME, por sus siglas en inglés) son un tipo experimental de explosivos que tienen un relativamente pequeño, pero efectivo radio de acción. Son fabricados mediante una mezcla homogénea de un material explosivo (como HMX o RDX) y pequeñas partículas de un material químicamente inerte, pero denso, como el tungsteno. Se intenta limitar la distancia en la cual la explosión causa daño, para eliminar el daño colateral en combate.
Por 'metal inerte' se entiende un metal que no es químicamente activo, y que no forma parte de la reacción química que causa la explosión, al contrario de ciertos metales, como el aluminio que sí lo hace.
Una crítica a las armas DIME es que pueden tener fuertes efectos biológicos en aquellos que son golpeados por las micro partículas expulsadas por este tipo de explosivos. Entre estos efectos se destacan la generación de cáncer en el tejido impactado, y el carácter de intratable de la herida, debido al tamaño de las micro partículas.

## Física de las DIME
El principio de acción de las DIME se basa en el roce con el aire. Mientras la masa de las partículas es proporcional a su volumen, y por lo tanto al cubo de su longitud, el área expuesta al aire es proporcional al cuadrado de la misma. Para que el aire logre frenar los proyectiles es necesario que la resistencia de este supere ampliamente la inercia. Cómo la inercia es proporcional a la masa, y ésta al volumen, y la resistencia al aire lo es a la superficie expuesta, los proyectiles son frenados cuándo su longitud tiende a cero (es decir, cuando el cuadrado de la longitud tiene preponderancia sobre el cubo). Es por esto que son utilizadas micro partículas, que son frenadas en 4 o 5 metros, pese a tener una gran velocidad en las cercanías de la explosión.
Este sistema DIME está pensado en los explosivos HEAT de las granadas propulsadas por cohete, en donde un chorro de metal líquido sale expulsado para producir un gran daño contra los vehículos con la diferencia en que los DIME el metal sale en forma de "aerosol" para reducir la distancia efectiva.

## Funcionamiento
Las armas DIME están conformadas por una carcasa de Fibra de carbono rellena con una mezcla de explosivos y micro esquirlas, consistentes en partículas muy pequeñas (de 1 a 2 mm) o polvo de un metal duro. A la fecha aleación de Tungsteno (metal pesado y tungsteno, o su sigla en inglés HMTA) compuesta por Tungsteno y otros metales como Cobalto y Níquel o Hierro han sido los materiales preferidos para el polvo o micro esquirlas de alta densidad.
Las 2 aleaciones comunes del HMTA son:
- rWNiCo: tungsteno (91–93%), níquel (3–5%) and cobalto (2–4%)
- rWNiFe: tungsten (91–93%), níquel (3–5%) and hierro (2–4%)

Tras la detonación del explosivo, el revestimiento se desintegra en partículas extremadamente pequeñas, a diferencia de los grandes trozos de metralla que resultan de la fragmentación del casquillo metálico. El polvo HMTA actúa como micro esquirlas extremadamente letales a cortas distancias (cerca de 4 metros), pero pierden su energía rápidamente por la resistencia del aire, finalizando dentro de 40 veces el diámetro de la carga. Esto aumenta su letalidad a pocos metros de la explosión, así mismo como la reducción de herir o matar más allá de estas distancias. Los sobrevivientes que se hayan encontrado cerca de la zona letal, pueden resultar con miembros amputados (las micro esquirlas cortan tejidos y cuerpos óseos) producto de las micro esquirlas HMTA incrustadas en su cuerpo.

## Efectos cancerígenos y tóxicos
Los efectos cancerígenos de fuertes aleaciones de tungsteno (HMTA) han sido estudiados por las Fuerzas Amadas de Estados Unidos desde al menos el año 2000 (junto al uranio empobrecido (DU)). Estas aleaciones fueron encontradas por causar transformaciones neoplásicas en las células osteoblásticas humanas.
Un estudio más reciente llevado a cabo por el Departamento de Salud y Servicios Humanos de los Estados Unidos, encontró en 2005 que una metralla de tungsteno (HMTA) inducía rápidamente cánceres de rama rabdomiosarcoma en ratas.
La carcinogenidad de la aleación de tungsteno podría estar estrechamente relacionada con el contenido de níquel que es usado en armas hasta la fecha. No obstante, el tungsteno puro y el trióxido de trungsteno son también sospechosos de causar cáncer y otro tipo de propiedades tóxicas, y ha sido demostrado que tienen dichos efectos en estudios realizados con animales.
En 2009, un grupo de científicos italianos afiliados con el grupo propalestino de vigilancia New Waeapons Research Committee (Comité de Investigación de Nuevas Armas) (NWRC) fueron tan lejos como para llamar a las heridas producidas por DIME "intratables" debido a que el tungsteno en polvo no puede ser eliminado quirúrgicamente.

## Usos registrados
Bombas tipo DIME fueron usadas en la Franja de Gaza por las Fuerzas de Defensa de Israel en contra de objetivos palestinos durante julio/agosto del 2006. La investigación fue realizada mediante la contaminación de heridas inusuales, y los análisis de laboratorio de los metales encontrados en los cuerpos de las víctimas reportaron que los resultados eran "compatibles con la hipótesis" de armas DIME involucradas en el ataque. Israel negó la posesión o uso de aquellas armas.
Los Médicos Mads Gilbert y Erik Fosse, que trabajaron con los heridos del conflicto entre 2008 y 2009 de Gaza e Israel, reportaron lesiones que, según ellos creen, solo pueden ser producto de algún nuevo tipo de armamento usado por Israel, y sospechan que puedan ser efectivamente bombas DIME.